# 胡有萼
胡有萼（1921年—），男，湖南益阳人，中国国际政治学家，曾任欧美同学会副会长，第六、七、八届全国政协委员。

## 家庭
舅舅周扬。